# 中国人民解放军沈阳特别市军事管制委员会
中国人民解放军沈阳市军事管制委员会是1948年11月中共占领沈阳后，对沈阳市实施军事管制的地方最高权力机关机关。

## 历史
1948年10月26日晚、27日上午，中共东北中央局开会研究沈阳的接管问题。27日下午东北局开会决定：抽调4000名新老干部，由东北局副书记陈云率队，接管沈阳、抚顺、本溪。10月28日在哈尔滨召开欢送赴沈工作干部大会，陈云在会上讲话。28日晚22时到29日凌晨2时，在哈尔滨的数千干部登上火车，经吉林市、梅河口、四平、10月31日到开原。11月1日火车开到铁岭待命。11月1日晚从铁岭乘卡车，2日抵达沈阳郊区榆林堡村。2日晚军管会领导乘坐吉普车进驻沈阳大和旅馆（今辽宁宾馆）。3日晨接管沈阳的数千干部全部进入市区，开始接管。《东北攻占沈阳入城纪律指示》规定：所有各种物资包括军火汽油在内，一律不准搬运，待东北局管制委员会人员到达后，逐一移交清楚，以便统一处理分配、慰劳。11月2日入城。1948年11月3日成立沈阳特别市军事管制委员会。以“各按系统，自上而下，原封不动，先接后分”原则。要求旧职员限期报到，均按原有职务照常上班；“各种制度手续除指定变更者外，一律暂照旧行事”；政权部门只换厅长、局长等少数领导岗位；工厂、企业等只派去军事代表，对职员、工人一律发给生活维持费10万元(东北币，约等于20公斤高粱米)。各部门只有接收权，无占有权、支配权，一切资产、设备、机器、文件、档案、帐册一律不准搬走；各部门不对原来上级负责，只对沈阳市军事管制委员会负责。权力集中在沈阳市军事管制委员会，无条件服从，待全部接收完毕后，再统一分配工厂、房子等。11月4日晚上，沈阳新华广播电台于开始对外播音，每天3次播音共7小时，除广播国内外新闻及政令、布告外，还有文艺节目。11月5日刘白羽等人组成报导委员会并利用接收的机器设备等印刷出版军管会与市委机关报《沈阳时报》。11月7日，沈阳城恢复了水、电、交通、邮电。11月9日起全市11家电影院放映《民主东北》免费招待市民观看。1948年12月初，沈阳恢复了有轨电车交通。在两个月内顺利完成沈阳的接管，恢复了沈阳正常社会秩序。
进城接管时释放了沈阳各监狱所有在押犯人，而后来发现有一半的盗窃案是被释放的惯犯所为。后来陈云在给天津、北平的接管干部介绍经验时说，“只有政治犯应迅速释放，但老盗窃犯应继续拘留，查明情况，分别处理”。4000名进城接管干部中只有不到10名是税收干部，由于担心临时启用国民党的税务人员会导致贪污，沈阳在最初的相当长时间一直没有收税，“大约损失100亿元以上，每天最低4亿到5亿元。”陈云后来总结时说，“这是因小失大。”11月10日的军管会会议上陈云拍板决定从该日起沈阳车辆一律按右侧通行。当时国统区已经实行了右侧通行，北满解放区一直沿用了日满的左侧通行规定。
1948年11月28日，陈云写了《接收沈阳的经验》上报东北局及中共中央，该文指出：“依现有经验来看，这次军管会本身接收机构尚缺外交、军事、社会、文化四个处。”“这次卫戌工作的缺点，在于卫戌机构本身不健全，没有建制部队入城，卫戍部队是临时指定的。最初几天，卫戍司令部命令不能普遍迅速下达，以致街上通行受阻，手中又无机动部队，不能应付各接收系统的紧急需要。依沈阳经验看，除一般卫戍部队外，卫戍司令部尚需有一个半团机动兵力，随时派出保护接收了的工厂、机关。卫戍部队应是单一建制，让有训练有纪律教育的部队担任。沈阳解放初期需三个师方能监管仓库、看管俘虏、担任警戒、扫雷，及派遣临时警卫等。”“一进城首先就碰到散兵游勇收容处理问题。此次事先准备不够，这一工作延迟时间较久，对治安影响最大。”“弹药疏散是入城后才碰到的问题，事先更无准备。沈阳原处在作战情况下，又是补给基地，不少弹药已经装车待运，各弹药仓库皆有铁路叉道可通，有许多弹药在仓库附近未卸车，头几天敌机轰炸目标，首先就是这些地方。”“此次外交、粮食、金融、捕杀等重大问题，军管会多少都有精神准备，但外交仍出乱子。”1948年12月14日，中央批转了《关于接收沈阳经验简报》，提议东北局将接管沈阳、长春两个城市的人员组成两个班子，为南下接管其他大城市之用。促进毛泽东形成了关于“原封原样接收”的城市接管工作的指导方针。

## 组织架构
- 军事管制委员会主任陈云
- 军事管制委员会副主任伍修权、陶铸
- 军事管制委员会委员：陈云、伍修权、陶铸、张学思、王首道、陈郁（东北工业部副部长，参与工矿企业接管）、朱其文、陈龙（东北局社会部副部长兼哈尔滨市公安局长）等8人
- 军事管制委员会办公室
- 中共沈阳特别市工作委员会：市委书记陶铸。副书记黄欧东。委员陶铸、黄欧东、肖桂昌、朱其文、焦若愚、何侠、宋黎、曾志。组织部副部长胡亦民。社会部长何侠兼。
- 沈阳特别市政府：朱其文任市长，焦若愚任副市长。接收了6个局（不含警察局）、6座医院、1个公司、12家工厂和59所学校，共计129个附属单位，公教人员、公企职工8000余人。其中的伪“民众自卫总队”、伪“参议会”、“新生活运动委员会”、伪“政工队”、“地训班”、“都市计划委员会”、“兵役协会”、“善后救济委员会”、“民食调配委员会”等9个单位接收后，除个别较好人员或留用、或受训外，其余全部遣散。原有的8666名旧职员中，清洗了2102人(包含未报到和报到后自动退职者)，占总人数24%；组织训练者746人，占8.6%；留用工作者5818人，占67.4%。1948年11月29日颁布了“沈阳特别市整理摊贩游商办法”，指定了15处地点，分门别类地安置了5万余小贩。至1948年底,接收的12座工厂中，有6座工厂开工；30所中学及100所小学中，除15所小学因故尚未复课外，其余均已复课。建起街公所142个、居民小组3830个。
- 经济处：王首道负责。
- 财政处：罗易湘负责。1948年11月8日，军管会财政处发出布告，决定以100比1的比例贬值收兑伪金元券，3000比1的比例收兑东北九省流通券。两者兼兑，共兑出东北币二亿元。商业局大量收买破烂和一部分物资，解决贫民与市场货币问题。交易恢复后，通过公营贸易公司的商店掌握物价，使物价逐渐平稳。
- 后勤处：处长朱理治（东北军区后勤部副部长）
- 铁道处：负责人刘居英（哈尔滨铁路局局长）。国民党沈阳区铁路管理局原有约2万职工。沈阳火车站的152台蒸汽机车里，74台是濒临报废的“死机”。11月3日上午10点，沈阳到铁岭的铁路抢通。安沈路6日通车。一周内恢复了锦州到沈阳西的机车车辆运转。11月13日已经有“240车皮的弹药被成功疏散”，“中长路南段只差太子河桥未修复，沈阳至新民已通。目前正全力抢修营盘至清原线，只缺枕木。……俟营盘、清原线通后，全力抢修西线”。1948年11月25日，沈阳铁路军事管理局成立。1948年12月，增补刘居英为沈阳市军事管制委员会委员。12月10日在市内中街100号开设了售票所，恢复了铁路客运。1948年12月15日，从沈阳南站发车，经吉林直达哈尔滨三棵树的两趟快车上开始增挂餐车。1949年3月15日，改为沈阳铁路管理局。局长刘居英。1949年4月20日，沈阳到北京的直达列车正式开通。1949年5月4日刘居英出任东北铁路总局第一任局长。
- 政务处（东北行政委员会驻沈办事处）：张学思负责。
- 公安局：沈阳临近解放时，警察总队总队长、代理沈阳市警察局局长华明武率领其余部1000余人反正向解放军投诚。[6]沈阳市公安局局长何侠（辽东军区情报处处长、辽东分局社会部二处(公安处)处长）、副局长厉男（嫩江省公安处处长兼公安总队长、政委）兼沈阳市公安总队政委，解放区入城干部800余人（其中大多数基层干部来自旅大地区）。沈阳市旧警察有5500人，除了少数逃跑和自行离职的以外，实际到岗4509人，一律不配枪，只配捕绳。市公安局下设秘书处（一处）、治安处（二处）、行政处（三处，处长傅岩），设12个区分局。分局下设146个分驻所、派出所。入城初期敌机轰炸，特务放火，天天火警严重；留用了全部消防警察，接收22辆消防车，只有8辆能用。1951年4月26日，沈阳市统一行动逮捕罪各类反革命分子1742名，召开全市控诉反革命罪行大会，第一批枪毙254名反革命犯，第二批又处决105名反革命犯。[7]1952年10月12日晚上10点，沈阳公安机关在北市区执行封闭妓馆任务，逮捕妓馆业主30名，强制收容妓馆伙计51名，动员收容妓女57名，同时在北市场逮捕开设暗娼的人14名，收容暗娼48名。
- 沈阳特别市卫戍司令部：伍修权任司令员，政治委员陶铸兼。副司令何侠兼。

## 纪念
- 沈阳特别市军事管制委员会旧址(即陈云旧居)：沈阳市和平区桂林街89-3号和北四马路的交叉路口欧式建筑二层小楼，日式风格内饰装修。建于20世纪20年代，占地面积195平方米，建筑面积385平方米。2005年6月修缮；2008年陈云旧居被授予‘沈阳市文物保护单位’。2012年被评为‘辽宁省中共党史教育基地’。2018年底再次进行了维修改造。业主单位中共辽宁省委党史研究室宣教部。2019年起对外免费开放“陈云在东北”主题展览，设“开辟北满根据地”、“坚持南满的决策者”、“主持东北财经工作”、“创造接收沈阳经验”、“关心辽宁的建设和发展”五个部分。[8]